# STS-26
STS-26 was de 26e missie van het Space Shuttleprogramma en de zevende vlucht voor Discovery. STS-26 was ook de Return to flight missie na de ramp vlucht van Challenger. Tijdens deze missie werd een satelliet in de ruimte gebracht.
Discovery werd gelanceerd op 29 september 1988 en landde veilig op 3 oktober op landingsbaan 17 van Edwards Air Force Base

## Bemanning
De bemanning van STS-26 bestond uit de volgende personen:
| Positie            | Gelanceerde astronaut              | Gelande astronaut                  |
| ------------------ | ---------------------------------- | ---------------------------------- |
| Bevelhebber        | Frederich H. Hauck 3e ruimtevlucht | Frederich H. Hauck 3e ruimtevlucht |
| Piloot             | Richard O. Covey 2e ruimtevlucht   | Richard O. Covey 2e ruimtevlucht   |
| Missiespecialist 1 | John M. Lounge 2e ruimtevlucht     | John M. Lounge 2e ruimtevlucht     |
| Missiespecialist 2 | George D. Nelson 3e ruimtevlucht   | George D. Nelson 3e ruimtevlucht   |
| Missiespecialist 3 | David C. Hilmers 2e ruimtevlucht   | David C. Hilmers 2e ruimtevlucht   |

## Missie Parameters
- Massa
  - Shuttle bij Lancering: 115,487 kg
  - Shuttle bij Landing: 88,078 kg
  - Vracht: 21,082 kg
- Perigeum: 301 km
- Apogeum: 306 km
- Glooiingshoek: 28,5°
- Omlooptijd: 90,6 min

## Hoogtepunten
STS-26 begon met de lancering van de Discovery op 29 september, 975 dagen na de ramp met Challenger. De lancering werd eerst nog 1 uur en 38 minuten uitgesteld vanwege wind en problemen met het koelsysteem van de pakken van twee astronauten. Nadat deze problemen waren opgelost vertrok Discovery om precies 11.37 EST van LC-39B.
Eenmaal in de ruimte werd er door de bemanning in een satelliet in de ruimte geplaatst. En werden verschillende wetenschappelijke experimenten uitgevoerd.
Na 4 dagen in de ruimte geweest te zijn landde Discovery op 3 oktober op Edwards Air Force Base.